# گرد میرآباد (تپه قلیه)
گرد میرآباد (تپه قلیه) مربوط به دوران پیش از تاریخ ایران باستان - دوران‌های تاریخی پس از اسلام است و در شهرستان نقده، روستای میرآباد واقع شده و این اثر در تاریخ ۱ آذر ۱۳۴۴ با شمارهٔ ثبت ۴۷۹ به‌عنوان یکی از آثار ملی ایران به ثبت رسیده است.